# Vadim Lalijev
Vadim Lalijev (Lalyty) (* 15. prosince 1980 Cchinvali) je osetský zápasník–volnostylař, který od rozpadu Sovětského svazu reprezentoval Rusko a od roku 2006 až do konce sportovní kariéry Arménii.

## Sportovní kariéra
Je rodákem z gruzínského separatistického území Jižní Osetie z Cchinvali. Společně se svým starším bratrem Gennadijem se připravoval střídavě v Cchinvali a ve Vladikavkazu pod vedením Alana Techova. V užším výběru ruské volnostylařské reprezentace se pohyboval od roku 2002 ve váze do 84 kg. V roce 2004 prohrál nominaci na olympijské hry v Athénách s Dagestáncem Sadžidem Sadžidovem. Jeho situace se v ruském reprezentačním výběru nelepšila a proto v roce 2006 přijal nabídku reprezentovat Arménii. Rusové mu k odchodu nebránili a tak v témže roce poprvé nastoupil v nových barvách ve váze do 84 kg. V roce 2008 však prohrál nominaci na olympijské hry v Pekingu s Arutjunem Jenokjanem. Sportovní kariéru ukončil v roce 2011. Věnuje se trenérské práci v Rusku.

## Výsledky
| Olympijské hry     |    | — |   |   |    | —  |   |    |     | —  |   |     |  |  |  |  |  |  |  |  |  |  |
| Mistrovství světa  | —  |   | — | — | —  |    | — | 5. | úč. |    | — | úč. |  |  |  |  |  |  |  |  |  |  |
| Mistrovství Evropy | —  | — | — | — | 3. | 7. | — | 3. | úč. | 5. | — | —   |  |  |  |  |  |  |  |  |  |  |
| MS juniorů         | 1. | — |   |   |    |    |   |    |     |    |   |     |  |  |  |  |  |  |  |  |  |  |
| ME juniorů         | —  | — |   |   |    |    |   |    |     |    |   |     |  |  |  |  |  |  |  |  |  |  |